# 帕尔策姆
帕尔策姆是德国莱茵兰-普法尔茨州的一个市镇。总面积21.29平方公里，总人口1437人，其中男性740人，女性697人（2011年12月31日），人口密度67人/平方公里。